# Confessions of a Broken Heart (Daughter to Father)
«Confessions of a Broken Heart (Daughter to Father)» es una canción interpretada por la artista estadounidense Lindsay Lohan, incluida en su segundo álbum de estudio A Little More Personal (Raw), de 2005. La canción fue escrita por la cantante como una carta a su padre, Michael Lohan, quien sobrevivió a un accidente automovilístico, por el cual fue acusado de conducir bajo los efectos del alcohol. Greg Wells y Kara DioGuardi ayudaron en la composición y producción del tema, mientras que Lohan lo grabó en su remolque durante la filmación de la película Herbie: Fully Loaded. «Confessions of a Broken Heart (Daughter to Father)» fue preestrenada en AOL Music's First Listen, el 30 de septiembre de 2005. Posteriormente, fue enviada a las radios estadounidenses el 18 de octubre del mismo año, y el 8 de noviembre, la compañía discográfica Casablanca Records la publicó como el primer y único sencillo de A Little More Personal, en formato digital. En el resto del mundo, se puso a la venta el 15 de enero de 2006.
Descrita como una «balada dramática», la canción está influenciada por los géneros pop rock y teen pop. La letra habla sobre la tensa relación y el abuso emocional y tormentoso que sufrió la cantante con su padre ausente Michael. En el tema, se pregunta porqué se fue, y si en algún momento él la quiso. En términos generales, «Confessions of a Broken Heart (Daughter to Father)» obtuvo reseñas variadas de los críticos musicales; aunque se elogió la confesión y la honestidad autoconsciente de Lohan en la canción, algunos periodistas criticaron su voz, y la canción fue calificada como carente de atractivo. En el aspecto comercial, obtuvo una recepción baja, pues solo estuvo en los diez primeros lugares en Australia, donde alcanzó el puesto número 7. En los Estados Unidos, llegó al 57 en la lista Billboard Hot 100, mientras que en Austria, solo ocupó la posición 74. Para su promoción, Lohan dirigió el vídeo musical de «Confessions of a Broken Heart (Daughter to Father)», que relata el drama familiar que vivió con su padre violento, mientras un público observa lo que sucede desde una ventana de tienda. La cantante solo interpretó el tema en la entrega de 2005 de los premios American Music.

## Antecedentes y lanzamiento

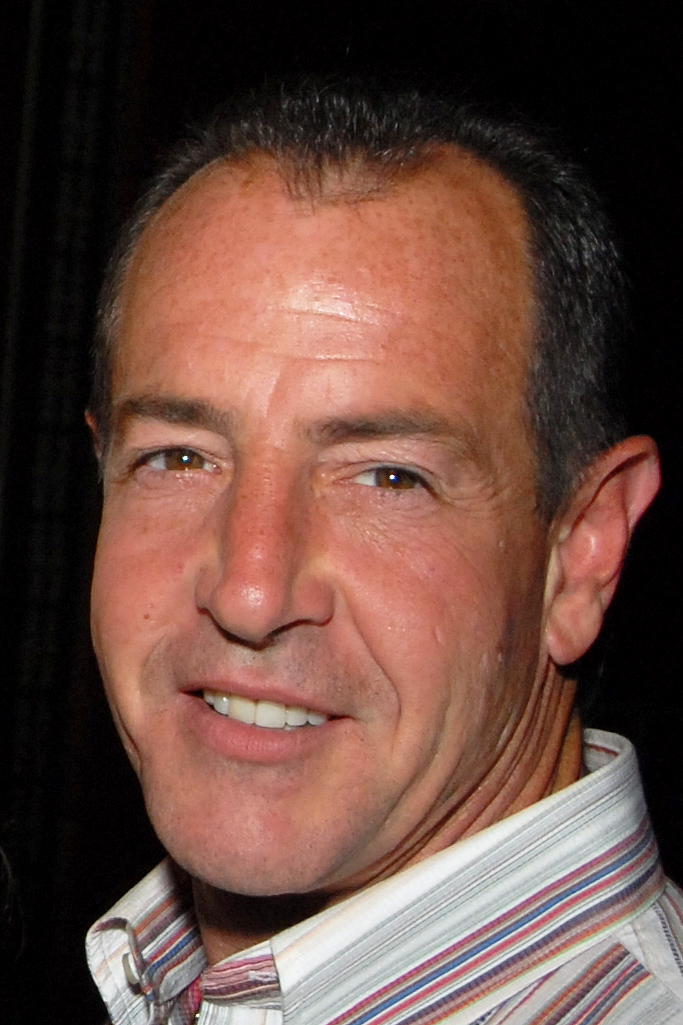
«Confessions of a Broken Heart (Daughter to Father)» se centra en la tensa relación y el abuso emocional y tormentoso que sufrió Lohan con su padre ausente, Michael (en la foto).

«Confessions of a Broken Heart (Daughter to Father)» fue escrita principalmente por Lohan como una carta a su padre, Michael, quien fue encarcelado en junio de 2005 tras sobrevivir a un accidente automovilístico, de resultas del cual fue acusado de conducir bajo los efectos del alcohol. Greg Wells y Kara DioGuardi ayudaron en la composición y producción de la canción. En el proceso de grabación, DioGuardi reveló a MTV:

«Si escuchas la voz oirás coches de carreras, porque hemos traído el estudio al remolque [de Lindsay] en Herbie: Fully Loaded. ¡No es broma! Ella no tenía tiempo para hacer el disco, así que estaba en su hora de almuerzo [y le dije], "¡tira esa cosa de tu garganta y ven aquí, porque tenemos que terminar esas voces! Así que me senté durante 14 horas en el set [de grabación] [...] La pobre muchacha. Esa es la realidad de los jóvenes de Hollywood. Cuando están de moda, están trabajando hasta la muerte. Fue 18/20 horas al día. ... Y lo juro: "¡Vroom! ¡Vroom!" Puedes oírlo en el fondo».

«Confessions of a Broken Heart (Daughter to Father)» fue preestrenada antes del lanzamiento del álbum en AOL Music's First Listen el 30 de septiembre de 2005; posteriormente, la compañía discográfica Universal Music Group la envió a las radios estadounidenses el 18 de octubre del mismo año. De este modo, Casablanca Records publicó la canción como el primer y único sencillo de A Little More Personal (Raw), el 8 de noviembre en los Estados Unidos, a través de la descarga digital, mientras que, el 6 de diciembre, se puso a la venta en el mismo formato, con la diferencia de que este incluía una versión de la radio. Al año siguiente, la promoción continuó el 27 de febrero de 2006, cuando fue lanzado junto con la versión de la radio más el lado B del tema, «My Innocence», mientras que, al día siguiente, lo lanzaron al mercado en CD. En el resto del mundo, se publicó a través de la descarga el 15 de enero de 2006, a excepción del Reino Unido y España, donde se puso a la venta el 28 de febrero y 25 de diciembre del mismo año, respectivamente. Por último, también estuvo disponible como sencillo en CD en los Estados Unidos y como maxi sencillo en Australia, durante diciembre de 2005.

## Composición

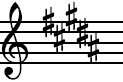
«Confessions of a Broken Heart (Daughter to Father)» está compuesta en la tonalidad de sol menor.

«Confessions of a Broken Heart (Daughter to Father)» es una balada «dramática», influenciada por los géneros pop rock y teen pop. Según la partitura publicada en Musicnotes por BMG Rights Management, la canción se encuentra en un compás de 4/4, está compuesta en la tonalidad de sol♯ menor y con un tempo moderado de 126 pulsaciones por minuto. El registro vocal de la cantante se extiende desde la nota fa♯3 a re♭5. En cuanto a su instrumentación, predomina el piano, la guitarra y los tambores. Por otro lado, el tema recibió comparaciones con otras canciones. Así, Whitney Strub de PopMatters le hacía recordar a «E-Mail My Heart», de Britney Spears, en la línea wait[ing] for the postman to bring me a letter —«esperando que el cartero me dé una carta»—, que es con la que inicia la canción. Al respecto, sostuvo: «Señores, esa canción salió en 1999. Tal vez un mensaje de texto podría llegar más rápido que un correo común a finales de 2005; la canción de Lohan debería ser digna de entrar en el siglo XXI». Por su parte, Sal Cinquemani, de Slant Magazine, afirmó que no era exactamente «I'm Ok» (2002), de Christina Aguilera.
La letra habla sobre la tensa relación y el abuso emocional y tormentoso que sufrió Lohan con su padre ausente Michael, en una mezcla de frustración y amor garantizada y en donde espera que de alguna manera pueda ser reparada. En la canción, descrita como «muy personal», la cantante «llega a su padre rebelde por el amor que ella perdió y algunas heridas reales a través de la sangre». En las líneas Daughter to father, daughter to father / Why’d you have to go / I don’t know you, but I still want to —«De hija a padre, de hija a padre / ¿Por qué tenías que irte? / No te conozco, pero aún espero hacerlo»— resume la existencia de un resentimiento hacia Michael, y en donde Lohan escribe una carta dirigida a él. «Confessions of a Broken Heart (Daughter to Father)» posee un «hook bastante sólido» y, según Leah Greenblatt, de Entertainment Weekly, Lohan mezcla la rabia en las líneas Tell me the truth, did you ever love me? —«Dime la verdad, ¿alguna vez me amaste?»— y la vulnerabilidad en I don't know you, but I still want to. Cuando se le preguntó a la artista el contenido de la letra de la canción, indicó: «Muchas personas pasan por problemas familiares, abuso y ese tipo de cosas. Creo que es importante mostrar que otras personas pasan por lo mismo. [...] Espero que [mi padre] vea que lo que digo en la canción es "Te amo", tantas veces, que lo necesito y las cosas locas en mi vida. Espero que vea el lado positivo del vídeo en lugar de lo negativo».

## Recepción crítica
«Confessions of a Broken Heart (Daughter to Father)» obtuvo comentarios variados por parte de los críticos musicales. Brian Hiatt de Rolling Stone señaló que «el álbum le quita énfasis a los placeres pop (muy) culpables en su álbum debut de 2004, a favor de los lamentos tristes [al estilo] "te odio papá" como en "Confessions of a Broken Heart" y "My Innocence"». El periodista Leah Greenblatt, de Entertainment Weekly, comentó que es «difícil imaginar una imagen más explícita de los problemas familiares muy publicitados que han afectado a la estrella de "Confessions of a Broken Heart (Daughter to Father)"». Kelefa Sanneh del New York Times sostuvo que no hay mucho de una melodía, «pero es difícil no estremecerse cuando la señorita Lohan cambia tres palabras en una llamada de auxilio sin respuesta: "de hija a padre, de hija a padre"». Por su parte, Whitney Strub, de PopMatters, describió la voz de la cantante como «extremadamente limitada, prácticamente metálica» y sostuvo que los compositores se sumergieron en el pozo del cliché sin preocuparse de la originalidad. En la misma vena, Lilian Goh, del periódico South China Morning Post, describió el tema como carente de atractivo.
Un análisis diferente la dio Kathi Kamen Goldmark, de la organización sin ánimo de lucro Common Sense Media, quien indicó que tanto «Confessions of a Broken Heart» como «My Innocence» podrían desencadenar una conversación y ofrecer apoyo a las niñas que experimentan problemas similares en la relación de padre e hija. También, recomendó a las familias hablar sobre las canciones llenas de angustias acerca de las relaciones de padre e hija dificultosas. Justin Lewis de Yahoo! sostuvo que mientras que el tema no es la más pegadiza o la más ingeniosa, la honestidad autoconsciente es suficientemente abrasiva para dominar tu atención e intrigarte lo suficiente para mantenerlo. Spence D. de IGN declaró que ser una celebridad debe ser horrible hasta un cierto punto, especialmente cuando tienes al aire las quejas de la familia en público. Bill Lamb de About.com le otorgó cuatro estrellas y media de cinco; estuvo a favor del «sonido íntimo, como escuchando los pensamientos privados de alguien», el vídeo musical «potente» y la «señal de esperanza para el futuro», pero la voz de Lohan le pareció un poco «débil y tragada por el arreglo musical». Concluyó: «En primer lugar, Kelly Clarkson puso al descubierto sus emociones como una adolescente tratando de crecer [...] en su éxito "Because of You". Ahora, Lindsay Lohan establece las emociones tensas [y] dolorosas, resultantes de tratar con las tantas dificultades personales de su padre. La grabación es espectacular y efectiva. La voz de Lohan es a veces forzada, pero aún queda bien el tema de la canción. [...] Muchos fanáticos están obligados a identificar y valorar los esfuerzos de Lohan como parte de su propio proceso de lidiar con situaciones familiares difíciles». Finalmente, Rob Evans de SoundSpike afirmó que Lohan es «convincente hasta que finaliza la pista, cuando deja volar un jadeo y un suspiro, que recuerdan al oyente que primero es una actriz».

## Recepción comercial
«Confessions of a Broken Heart (Daughter to Father)» obtuvo una recepción comercial baja. En Australia, el sencillo debutó y alcanzó el puesto número 7, el 29 de enero de 2006, y permaneció en la lista por 13 semanas. Por otro lado, en Austria, solo estuvo una edición en el conteo, donde quedó en la posición 74. En los Estados Unidos, la canción debutó el 26 de noviembre de 2005 en las posiciones 66, 24 y 43 de los conteos Billboard Hot 100, Digital Songs y Pop Songs, respectivamente. A la semana siguiente, en las dos últimas listas, alcanzó la posición más alta, en los números 14 y 42, mientras que, en la Hot 100, llegó al 57, el 24 de diciembre del mismo año.

## Vídeo musical

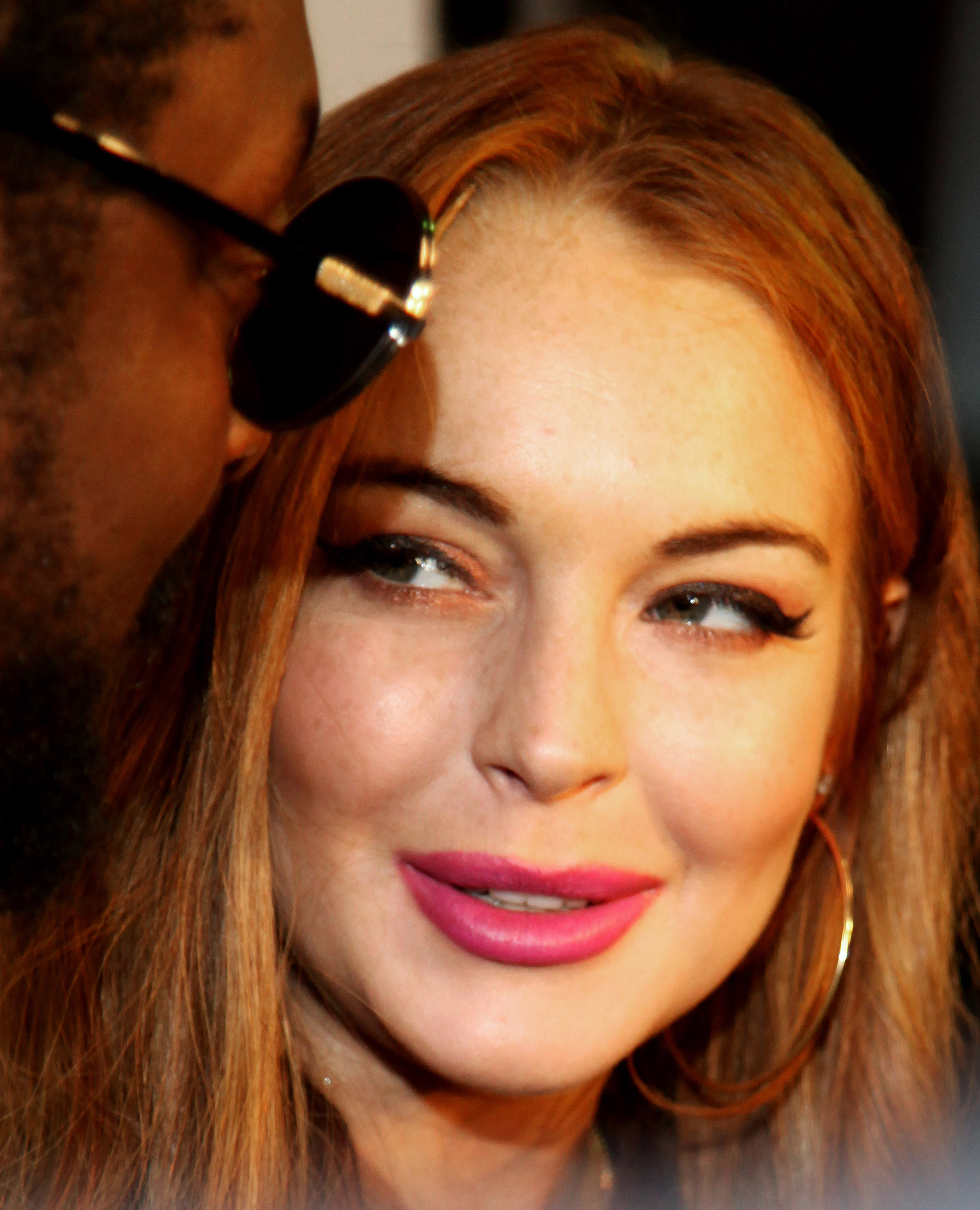
La misma Lohan (foto) fue quien dirigió el vídeo musical de «Confessions of a Broken Heart (Daughter to Father)».

### Antecedentes
| «En realidad lloré al final [después de grabar la canción]. Fue muy emotivo. Muchas de las cosas en el vídeo me han pasado en mi vida real. Tan glamorosa como parece esta vida, no siempre es así. Tenía un montón de cosas personales y mi vida estaba fuera de lugar. Tenía que tomar el control de lo que estaba pasando. Me siento como el año pasado, ha sido un torbellino y solo he crecido mucho». ——Lohan hablando sobre «Confessions of a Broken Heart (Daughter to Father)». |

Lohan dirigió el vídeo musical de «Confessions of a Broken Heart (Daughter to Father)» en Chelsea, Manhattan, en la ciudad de Nueva York. El concepto hace referencia al alcoholismo y los presuntos abusos domésticos por parte de Michael hacia la cantante, su hermana y su madre. Tommy Mottola, presidente de Casablanca Records, reveló que nadie podría haber dirigido el vídeo mejor que Lohan; comentó: «"Nadie conoce mejor la canción que tú, nadie conoce esta situación mejor que tú". Es mucho para asumir, pero le dije que esta[ba] lista, y le daremos todo el apoyo que necesite». La cantante afirmó que la parte del escaparate en el vídeo fue elegido porque, según sus palabras, «mi vida está expuesta». Además, también quería romper un espejo durante las escenas del baño, porque deseaba mostrar sus verdaderos sentimientos. Al respecto, el asistente del director, Jeb Bryan, le dijo: «Esto es vidrio real. No estamos preparados para romper estas cosas. [...] ¿Quieres esta [escena] en cámara lenta?». Lohan respondió: «El marco regular hará que sea más violenta. [...] No quiero ser demasiado bonita». Por otro lado, la hermana menor de Lohan, Aliana, también aparece en el vídeo, interpretándose a sí misma. Le comentó a MTV que teniendo a Lindsay en el vídeo las sesiones se hicieron más fáciles. Por su parte, Dina, la madre de ambas, comentó que «esta fue su decisión. [...] Lindsay quería hacer esto. Ali quería estar ahí. Solo espero que esto la ayude a desahogarse, como la terapia. Ella no lo provocó. Su padre lo hizo. [...] Esta es su historia, ¿y cómo voy a detener esto? Yo no lo intentaría. Y Ali, esto está en su sangre, esto es lo que aspira a hacer. [...] Esto es muy irreal para mí». Según MTV, Lohan «está toda arreglada, con ropa más apropiada para una entrega de premios que una erupción de violencia doméstica». Al respecto, la cantante sostuvo: «Tenemos ropas fabulosas. Quería hacer algo que fuese extravagante cuando volvamos y editáramos, puedo captar la luz y el brillo».

### Sinopsis y recepción
El vídeo musical se estrenó oficialmente el 24 de octubre de 2005 en Making the Video, de MTV, y al día siguiente, se lo publicó en iTunes. Este inicia con la madre de Lohan, Dina —interpretada por la actriz Victoria Hay— leyendo una revista mientras en el televisor se muestra el arresto del padre de la cantante, Michael, tras conducir ebrio. El actor Drake Andrew, quien interpreta a Michael, se da cuenta de esto y discute enfurecido con Dina. Esta lucha feroz atrae la atención de las personas afuera, que paran y miran por las ventanas en el escaparate. Luego, Lohan aparece en el baño y escucha la discusión de sus padres, mientras reza un rosario; su hermana Aliana se encuentra en la habitación llorando y pidiendo ayuda. Posteriormente, las tres salas se muestran detrás de una ventana de tienda, fuera de la cual una multitud se forma para observar. Al final, muchas fotografías de recuerdos se elevan y vuelan sobre el vidrio, mientras Lohan está parada detrás de él; a continuación, lo explota, haciendo que las personas cubran sus rostros tras el impacto. Como respuesta al videoclip, Michael escribió una carta al Daily News, donde citó: «Mientras que siempre consideré y expresé lo que realmente [estuvo] bendecida Lindsay, así como mis otros hijos, nunca me di cuenta de cuán bendecido estuve yo de tener a una hija tan increíble como Lindsay. [Ella] sostiene a mi querida camiseta, ¡pronto podrá aferrarse lo suficiente a mí!». Por su parte, Tommy Mottola afirmó que «esta canción, este vídeo, este disco, van a mostrar que ella es una artista seria. No es solo una actriz adolescente de Hollywood jugando con tener una carrera como cantante. Esto mostrará lo que es capaz [de hacer]. Y te apuesto a que podrá conseguir más puestos de trabajo como una directora que como una actriz». Nicki Escudero, del Phoenix New Times, analizó la videografía de Lohan, y, en «Confessions of a Broken Heart (Daughter to Father)», sostuvo que A Little More Personal, al no haber tenido más sencillos, «dejó a los admiradores el último recuerdo de la carrera de los vídeos musicales de Lohan, llorando junto a una bañera». Por otro lado, el sitio de películas de Yahoo! Canada, en su biografía a la cantante, indicó que «como una coescritora de la canción, así como directora del vídeo, Lohan no pudo haber sido consciente del paralelismo explícito y doloroso entre su música y su vida real». Finalmente, el autor Patrick, del sitio web gay Homorazzi, elaboró una lista de las 10 mejoras canciones de la cantante, y tanto el tema como el vídeo ocuparon el cuarto lugar. La cantante solo interpretó el tema en la entrega de 2005 de los American Music Awards.

## Lista de canciones
| Maxi sencillo en CD y CD publicado en Australia y los Estados Unidos |                                                                          |          |  |
| N.º                                                                  | Título                                                                   | Duración |  |
| 1.                                                                   | «Confessions Of A Broken Heart (Daughter To Father)» (versión del álbum) | 3:44     |  |
| 2.                                                                   | «Confessions Of A Broken Heart (Daughter To Father)» (remix)             | 4:47     |  |
| 3.                                                                   | «My Innocence» (versión del álbum)                                       | 4:19     |  |
| 4.                                                                   | «Confessions Of A Broken Heart (Daughter To Father)» (vídeo musical)     | 4:10     |  |

| Sencillo en CD promocional publicado en los Estados Unidos |                                                                          |          |  |
| N.º                                                        | Título                                                                   | Duración |  |
| 1.                                                         | «Confessions Of A Broken Heart (Daughter To Father)» (versión del álbum) | 3:44     |  |

| Descarga digital publicado en los Estados Unidos |                                                                          |          |  |
| N.º                                              | Título                                                                   | Duración |  |
| 1.                                               | «Confessions of a Broken Heart (Daughter to Father)» (versión del álbum) | 3:41     |  |

| Descarga digital (radio) publicado en los Estados Unidos |                                                                         |          |  |
| N.º                                                      | Título                                                                  | Duración |  |
| 1.                                                       | «Confessions of a Broken Heart (Daughter to Father)» (Remix Radio Edit) | 4:47     |  |

| Descarga digital (radio y lado B) publicado en los Estados Unidos |                                                                             |          |  |
| N.º                                                               | Título                                                                      | Duración |  |
| 1.                                                                | «Confessions of a Broken Heart (Daughter to Father)» (versión de la radio)  | 3:46     |  |
| 2.                                                                | «Confessions of a Broken Heart (Daughter to Father)» ([Remix - Radio Edit]) | 4:46     |  |
| 3.                                                                | «My Innocence» (versión del álbum)                                          | 4:18     |  |

## Posicionamiento en listas
| Lista (2005-06)                    | Mejor posición |
| ---------------------------------- | -------------- |
| Australia                          | 7              |
| Austria                            | 74             |
| Estados Unidos (Billboard Hot 100) | 57             |
| Estados Unidos (Digital Songs)     | 14             |
| Estados Unidos (Pop 100)           | 42             |

## Historial de lanzamientos
| País           | Fecha                   | Formato                                         | Discográfica          | Ref.          |
| -------------- | ----------------------- | ----------------------------------------------- | --------------------- | ------------- |
| Australia      | 2005                    | Maxi sencillo en CD                             | Casablanca Records    | [ 6 ]         |
| Estados Unidos | 18 de octubre de 2005   | Airplay (radios estadounidenses)                | Universal Music Group | [ 1 ]         |
| Estados Unidos | 8 de noviembre de 2005  | Descarga digital                                | Casablanca Records    | [ 2 ]         |
| Estados Unidos | 6 de diciembre de 2005  | Descarga digital — versión de la radio          | Casablanca Records    | [ 30 ] [ 31 ] |
| Estados Unidos | 2005                    | Sencillo en CD                                  | Casablanca Records    | [ 38 ]        |
| Estados Unidos | 27 de febrero de 2006   | Descarga digital — versión de la radio y lado B | Casablanca Records    | [ 32 ] [ 33 ] |
| Estados Unidos | 28 de febrero de 2006   | CD                                              | Casablanca Records    | [ 34 ] [ 35 ] |
| España         | 25 de diciembre de 2006 | Descarga digital — versión de la radio          | Casablanca Records    | [ 36 ]        |
| Reino Unido    | 28 de febrero de 2006   | Descarga digital                                | Casablanca Records    | [ 37 ]        |
| Mundo          | 15 de enero de 2006     | Descarga digital                                | Casablanca Records    | [ 3 ]         |

## Créditos y personal
- Voz: Lindsay Lohan.
- Composición: Lindsay Lohan, Kara DioGuardi y Greg Wells.
- Producción: Kara DioGuardi y Greg Wells.
- Ingeniería: Chris Steffan, Dave Audé y Steve Mcmillan.
- Mezcla: Joe Zook.
- Remezcla: Dave Audé.
- Instrumentación: Greg Wells.

Fuentes: Discogs y notas de A Little More Personal (Raw).